# David Booth
David Jonathan Booth, född 24 november 1984 i Detroit, Michigan, USA, är en amerikansk professionell ishockeyspelare som spelar för Toronto Maple Leafs i NHL. Han har tidigare spelat för Florida Panthers och Vancouver Canucks.

## Hockeykarriär
Booth spelade i Michigan State University som collegespelare, innan han 2006 fick chansen i NHL med Florida Panthers. Efter att ha tillbringat delar av den första säsongen i farmarlaget kom Booths genombrott 2007–08 då han gjorde 22 mål och 18 assist vilket gav 40 poäng. Under säsongen 2008–09 växte Booth ytterligare som spelare och gjorde sitt första hattrick i karriären i en match mot Anaheim Ducks.

## Statistik

### Klubbkarriär
| 2000–01    | Detroit Compuware         | NAHL       | 42  | 17 | 13 | 30  | 44  | 2 | 1 | 0 | 1 | 2 |
| 2001–02    | NTDP                      | USDP       | 52  | 16 | 9  | 25  | 23  | — | — | — | — | — |
| 2002–03    | Michigan State University | CCHA       | 39  | 17 | 19 | 36  | 53  | — | — | — | — | — |
| 2003–04    | Michigan State University | CCHA       | 30  | 8  | 10 | 18  | 30  | — | — | — | — | — |
| 2004–05    | Michigan State University | CCHA       | 29  | 7  | 9  | 16  | 30  | — | — | — | — | — |
| 2005–06    | Michigan State University | CCHA       | 36  | 13 | 22 | 35  | 50  | — | — | — | — | — |
| 2006–07    | Rochester Americans       | AHL        | 25  | 7  | 7  | 14  | 26  | 6 | 0 | 2 | 2 | 4 |
| 2006–07    | Florida Panthers          | NHL        | 48  | 3  | 7  | 10  | 12  | — | — | — | — | — |
| 2007–08    | Florida Panthers          | NHL        | 73  | 22 | 18 | 40  | 26  | — | — | — | — | — |
| 2008–09    | Florida Panthers          | NHL        | 72  | 31 | 29 | 60  | 38  | — | — | — | — | — |
| 2009–10    | Florida Panthers          | NHL        | 28  | 8  | 8  | 16  | 23  | — | — | — | — | — |
| 2010–11    | Florida Panthers          | NHL        | 82  | 23 | 17 | 40  | 26  | — | — | — | — | — |
| NHL totalt | NHL totalt                | NHL totalt | 303 | 87 | 79 | 166 | 125 | — | — | — | — | — |

### Internationellt
| År            | Lag           | Turnering     | Matcher | Mål | Assist | Poäng | Utv |
| ------------- | ------------- | ------------- | ------- | --- | ------ | ----- | --- |
| 2002          | USA           | JVM U18       | 8       | 2   | 2      | 4     | 10  |
| 2004          | USA           | JVM           | 6       | 0   | 1      | 1     | 2   |
| 2008          | USA           | VM            | 7       | 1   | 0      | 1     | 2   |
| Junior totalt | Junior totalt | Junior totalt | 14      | 2   | 3      | 5     | 12  |
| Senior totalt | Senior totalt | Senior totalt | 7       | 1   | 0      | 1     | 2   |